# Hella Jacobs
Hella Jacobs (* 14. Februar 1905 in Hamburg; † 17. August 1974 ebenda) war eine Malerin der Neuen Sachlichkeit.

## Leben und Werk
Zwischen 1924 und 1926 besuchte Jacobs die Kunstgewerbeschule im damals noch eigenständigen Altona sowie die Kunstgewerbeschule in Hamburg. Anschließend lernte sie als technische Zeichnerin in einem Architekturbüro und begann parallel hierzu eine Ausbildung zur Tischlerin. Während dieser Zeit war sie auch als Künstlerin aktiv. So entstand 1929 das Gemälde Der Artist, das sich heute in der Hamburger Kunsthalle befindet.
Zentraler Bestandteil im Werk von Hella Jacobs ist immer die Darstellung des Menschen. Dabei ist die Zirkus-Thematik einer der Schwerpunkte. Ab 1930 war die Künstlerin freie Mitarbeiterin für verschiedene Verlage. Von 1938 bis 1941 war sie mit Alfred Lübkert verheiratet.
Der künstlerischen Avantgarde zugehörig, wurde ihr Werk während des Nazi-Regimes als „entartet“ deklariert. So wurde ihr berufliches Fortkommen von Staats wegen verhindert.
Nach der Gründung der Bundesrepublik Deutschland wäre theoretisch ein Neuanfang möglich gewesen, aber in der Nachkriegs-Kunstszene konnte sie nicht mehr richtig Fuß fassen. Ihren Lebensunterhalt verdiente sie sich in der Folge als technische Zeichnerin.